# 芒蛺蝶屬
芒蛺蝶屬（學名：Euripus）是閃蛺蝶亞科裡的一個屬。物種分佈於東洋界。有發生兩性異型。